# Pfaffenhofen an der Glonn

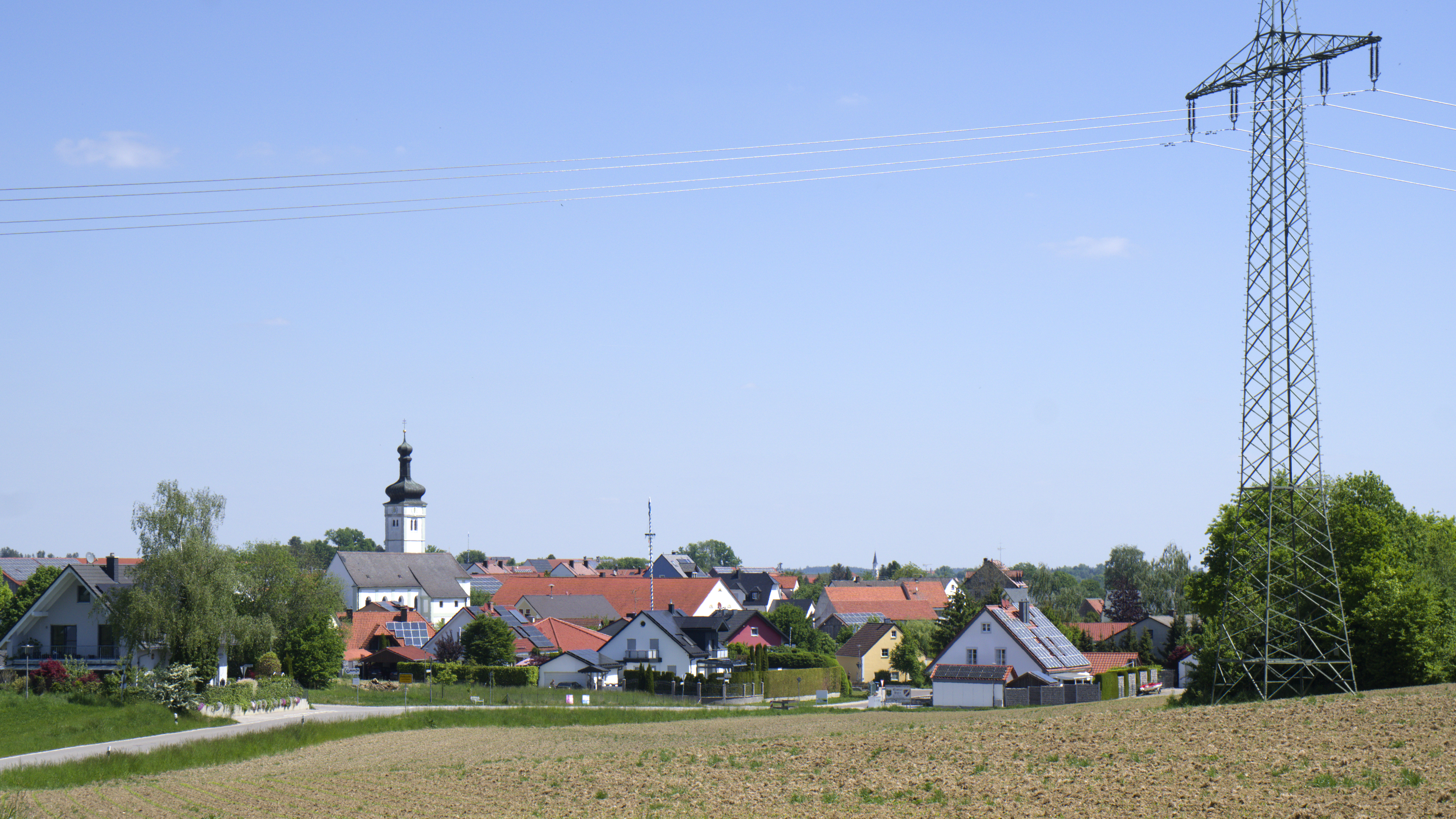
Pfaffenhofen an der Glonn von Südwesten

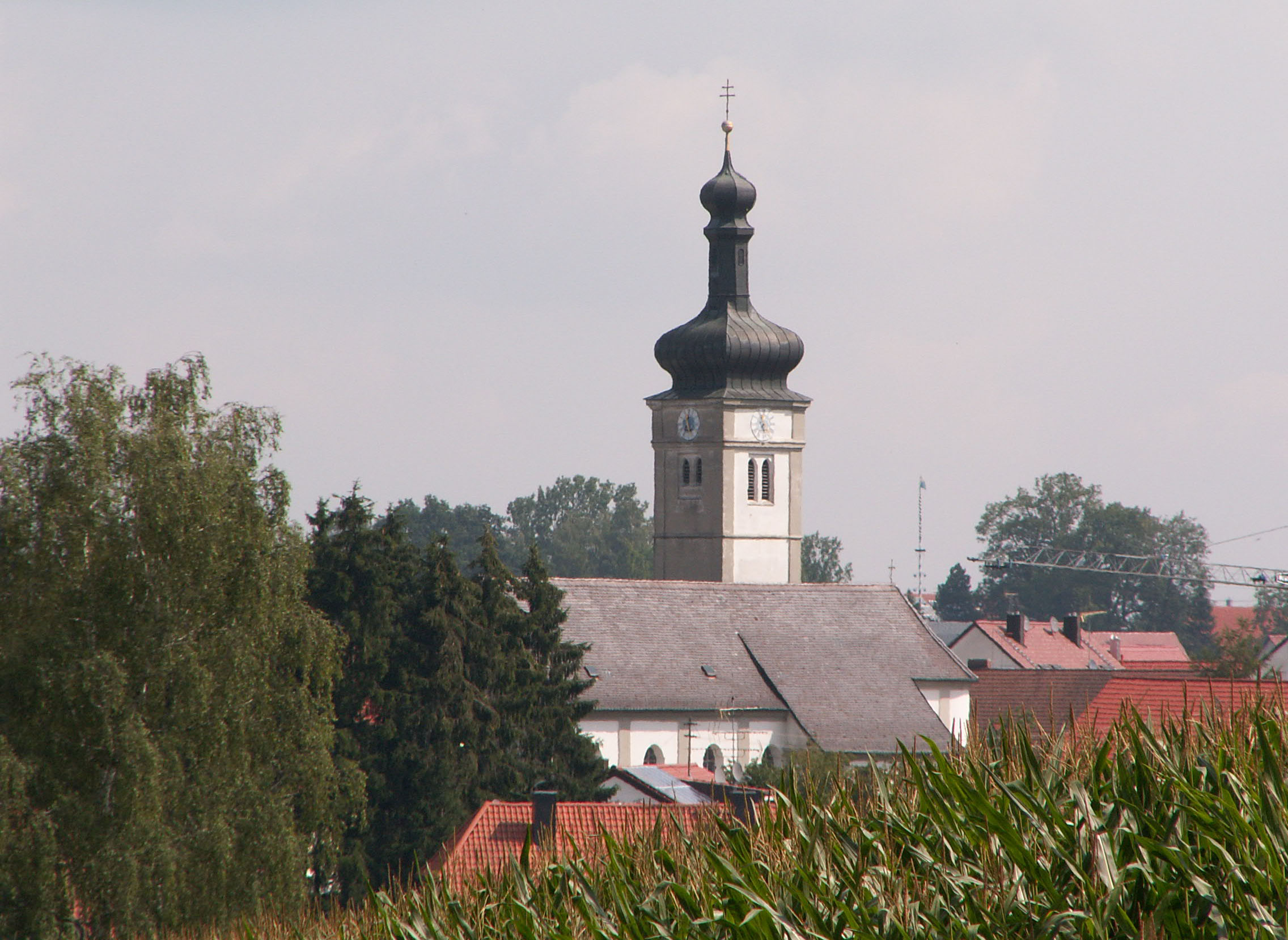
Kirche in Pfaffenhofen an der Glonn von Südwesten

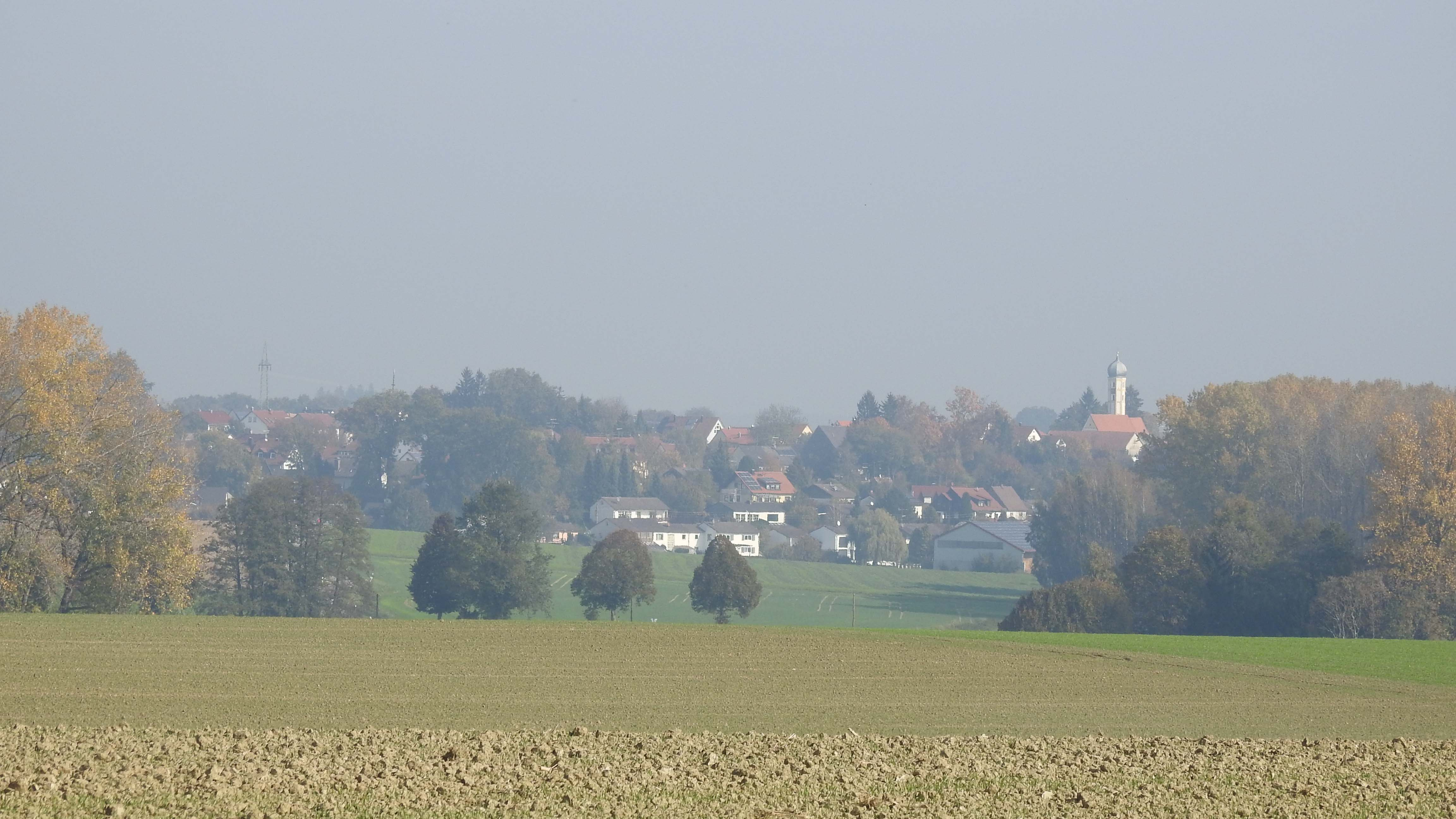
Egenburg von Südwesten

Pfaffenhofen an der Glonn (amtlich: Pfaffenhofen a.d.Glonn) ist die westlichste Gemeinde im oberbayerischen Landkreis Dachau. Diese ist seit 1. Januar 2017 eine Einheitsgemeinde mit eigener Verwaltung, zuvor gehörte sie der Verwaltungsgemeinschaft Odelzhausen an.

## Geografie

### Lage
Das Gemeindegebiet liegt im äußersten Südwesten des Landkreises Dachau. Der Ort liegt an der Glonn, die hier den Landkreis Dachau erreicht.

### Nachbargemeinden
Unmittelbar angrenzende Gemeinden sind:
| Eurasburg (Landkreis Aichach-Friedberg)    |                                        |             |
| Ried (Landkreis Aichach-Friedberg)         | Kompass                                | Odelzhausen |
| Mittelstetten (Landkreis Fürstenfeldbruck) | Egenhofen (Landkreis Fürstenfeldbruck) |             |

### Gemeindegliederung
Es gibt elf Gemeindeteile (in Klammern ist der Siedlungstyp angegeben):
- Bayerzell (Weiler)
- Ebersried (Dorf)
- Egenburg (Pfarrdorf)
- Kaltenbach (Einöde)
- Miesberg (Einöde)
- Oberumbach (Kirchdorf)
- Pfaffenhofen a.d.Glonn (Pfarrdorf)
- Stockach (Weiler)
- Unterumbach (Kirchdorf)
- Wagenhofen (Dorf)
- Weitenried (Weiler)

## Geschichte

### Überblick
Prähistorische, keltische und römische Funde zeigen, dass der Bereich des oberen Glonntals schon immer Kulturlandschaft gewesen ist.
Der Gemeindeteil Unterumbach wurde bereits um 800 erwähnt. Die ersturkundliche Erwähnung Pfaffenhofens stammt aus dem Jahr 1197. Damals beendete Bischof Eberhard von Brixen den Streit um ein Gut in „Phafenhofen“ zwischen dem Stift St. Ulrich in Augsburg und Brixner Kanonikern.
Im frühen Mittelalter galten Pfaffenhofen und Egenburg als die „Fürstentümer im Glonntal“. Das „Kapitel an der Glonn“, eine Klerikergemeinschaft, prägte jahrhundertelang das Gesicht und die Geschichte des Ortes. Im Jahre 1632 wurde der Ort im Dreißigjährigen Krieg durch die Schweden verwüstet.
Im Jahre 1771 kam der Ort zu St. Afra in Augsburg. Vier, zum Teil noch deutlich von gotischer Bausubstanz gekennzeichnete Kirchen, die durchweg eine gelungene barocke Ausstattung im 18. Jahrhundert erhalten haben, bestimmen auch heute das Gesicht der Ortschaften.
Pfaffenhofen an der Glonn gehörte wie die benachbarten Orte zum Rentamt München und zum Landgericht Friedberg des Kurfürstentums Bayern. Im Zuge der Verwaltungsreformen in Bayern entstand mit dem Gemeindeedikt von 1818 die heutige Gemeinde.
Bis zur Landkreisreform 1972 gehörte Pfaffenhofen a.d. Glonn zum Regierungsbezirk Schwaben.

### Eingemeindungen
Im Zuge der Gebietsreform in Bayern wurde am 1. Januar 1975 die Gemeinde Unterumbach eingegliedert. Am 1. Mai 1978 kam Weitenried hinzu. Ab 1. Mai 1978 bildete Pfaffenhofen an der Glonn zusammen mit den Gemeinden Odelzhausen und Sulzemoos die Verwaltungsgemeinschaft Odelzhausen; dieser Zusammenschluss wurde einvernehmlich zum 31. Dezember 2016 aufgelöst.

### Einwohnerentwicklung
Zwischen 1988 und 2018 wuchs die Gemeinde von 1377 auf 2159 um 782 Einwohner bzw. um 56,8 %. Im März 2021 betrug die Einwohnerzahl 2397. Die Bevölkerungsdichte liegt bei 104 Einwohnern je km².
Gemeindeteile mit Einwohnerzahl Haupt- & Nebenwohnsitz (Stand 03/2021):
| Gemeindeteil              | Einwohnerzahl |
| ------------------------- | ------------- |
| Pfaffenhofen an der Glonn | 525           |
| Bayerzell                 | 20            |
| Ebersried                 | 207           |
| Egenburg                  | 806           |
| Kaltenbach                | 6             |
| Miesberg                  | 19            |
| Oberumbach                | 148           |
| Stockach                  | 20            |
| Unterumbach               | 460           |
| Wagenhofen                | 157           |
| Weitenried                | 29            |

## Politik

### Bürgermeister
Kommunalwahl 2014 und Kommunalwahl 2020:
1. Bürgermeister Helmut Zech (CSU)
2. Bürgermeister Harald Mang (Allgemeine Wählergruppe (AWG))

### Gemeinderat
Zusammensetzung des Gemeinderates in der Amtszeit 2020–2026:
- CSU / Parteifreie 8 Sitze (+ Bürgermeister)
- Allgemeine Wählergruppe (AWG) 4 Sitze
- Grüne 3 Sitze

Zusammensetzung des Gemeinderates in der Amtszeit 2014–2020:
- CSU / Parteifreie 6 Sitze (+ Bürgermeister)
- Allgemeine Wählergruppe (AWG) 6 Sitze

Zusammensetzung des Gemeinderates in der Amtszeit 2008–2014:
- CSU und Freie Wähler 6 Sitze (+ Bürgermeister)
- Allgemeine Wählergruppe (AWG) 6 Sitze

Zusammensetzung des Gemeinderates in der Amtszeit 2002–2008:
- CSU und Freie Wähler 7 Sitze
- Allgemeine Wählergruppe 5 Sitze

### Wappen
| Wappen von Pfaffenhofen an der Glonn | Blasonierung: „Geteilt von Rot und Silber; oben ein silberner Schrägbalken, darin ein schwarzer Pfeil, unten eine schräggelegte schwarze Schafschere.“ |
| Wappen von Pfaffenhofen an der Glonn | Wappenbegründung: Die Gemeinde führt das Wappen der 1975 eingegliederten Gemeinde Unterumbach. Das obere Feld zeigt das Wappen der Münchner Patrizierfamilie Ligsalz, die sich von 1606 bis 1742 mit Unterbrechungen im Besitz der Hofmark Oberumbach befand. Die Schafschere im unteren Feld stammt aus dem Wappen der ebenfalls in Oberumbach begüterten Familie Eisenhofer, die schon im 16. Jahrhundert ausgestorben ist. |

## Baudenkmäler

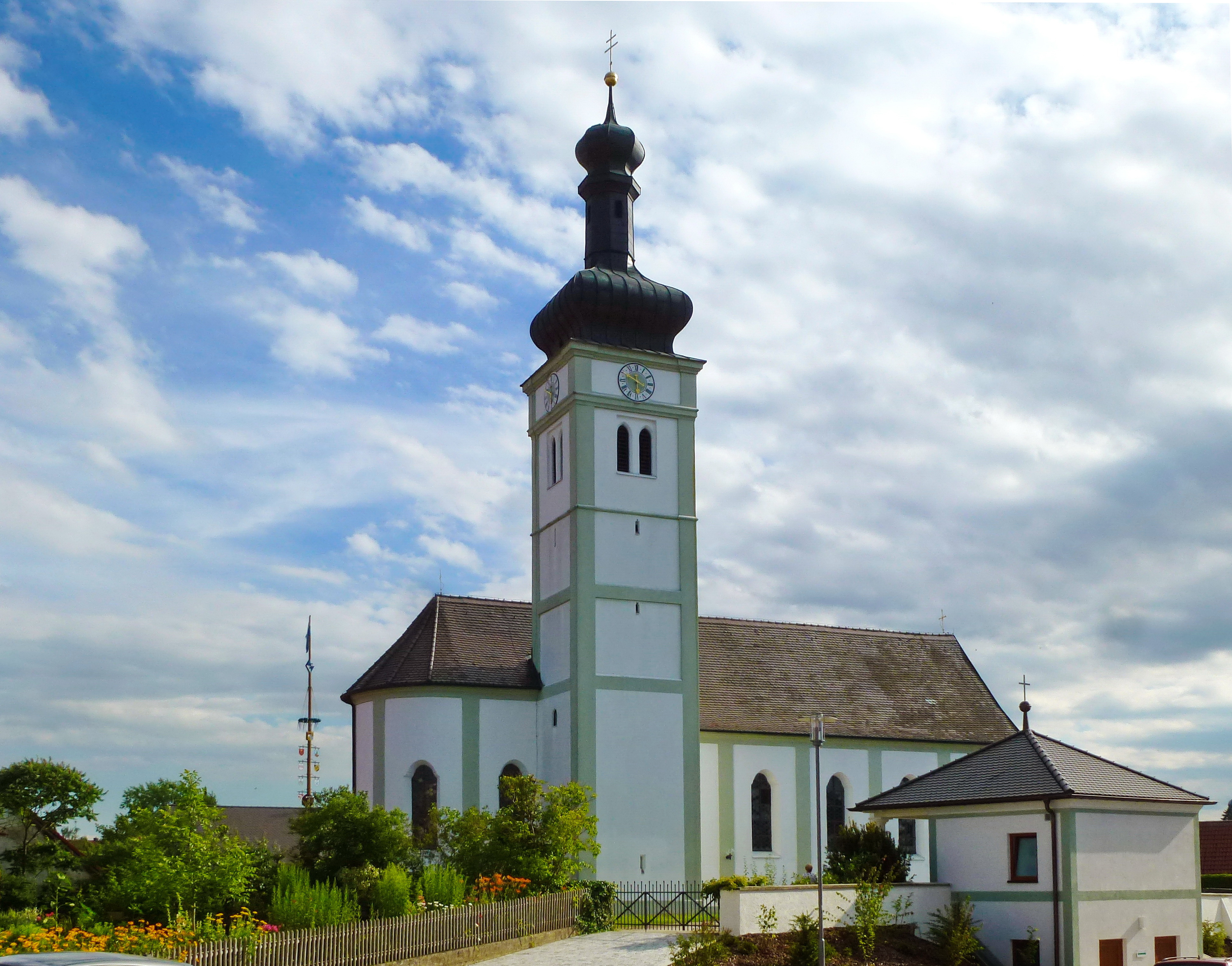
Pfarrkirche St. Michael

- Pfarrkirche St. Michael, barock mit großem Deckengemälde um 1720 und prachtvollem Hochaltar

## Bildung
Pfaffenhofen a.d. Glonn ist mit Odelzhausen und Sulzemoos Mitglied eines Schulzweckverbandes, zu dem die Grund- und Mittelschule Odelzhausen und die Glonntal-Realschule Odelzhausen gehören.

## Persönlichkeiten
- Hans Metzger (1879–1957), im Ortsteil Egenburg geborener Maler
- Hans Riehl (1902–1945), Lagerhausverwalter, NS-Opfer